# Asquins
Asquins là một xã của Pháp,tọa lạc ở tỉnh Yonne trong vùng Bourgogne. Dân vùng này tiếng Pháp gọi là Asquinois và số nhiều là Asquinoises.

## Hành chính
| Danh sách các thị trưởng               |           |                      |      |         |
| Giai đoạn                              | Giai đoạn | Tên                  | Đảng | Tư cách |
| 2008                                   |           | Isabelle Georgelin   |      |         |
| 2001                                   | 2008      | Louis Marcel Garriga |      |         |
| Tất cả các dữ liệu trước đây không rõ. |           |                      |      |         |

## Biến động dân số
| Năm | 1962 | 1968 | 1975 | 1982 | 1990 | 1999 |
| --- | ---- | ---- | ---- | ---- | ---- | ---- |
| Dân số | 266  | 312  | 311  | 299  | 304  | 286  |
| From the year 1962 on: No double counting—residents of multiple communes (e.g. students and military personnel) are counted only once. |      |      |      |      |      |      |